# گندفر آبکان
گندفر آبکان (پارسی میانه: Gundifarr ī Ēwagān) یکی از نجیب‌زادگان ساسانی در سده سوم میلادی در زمان حکومت شاپور یکم بود.

## زندگی

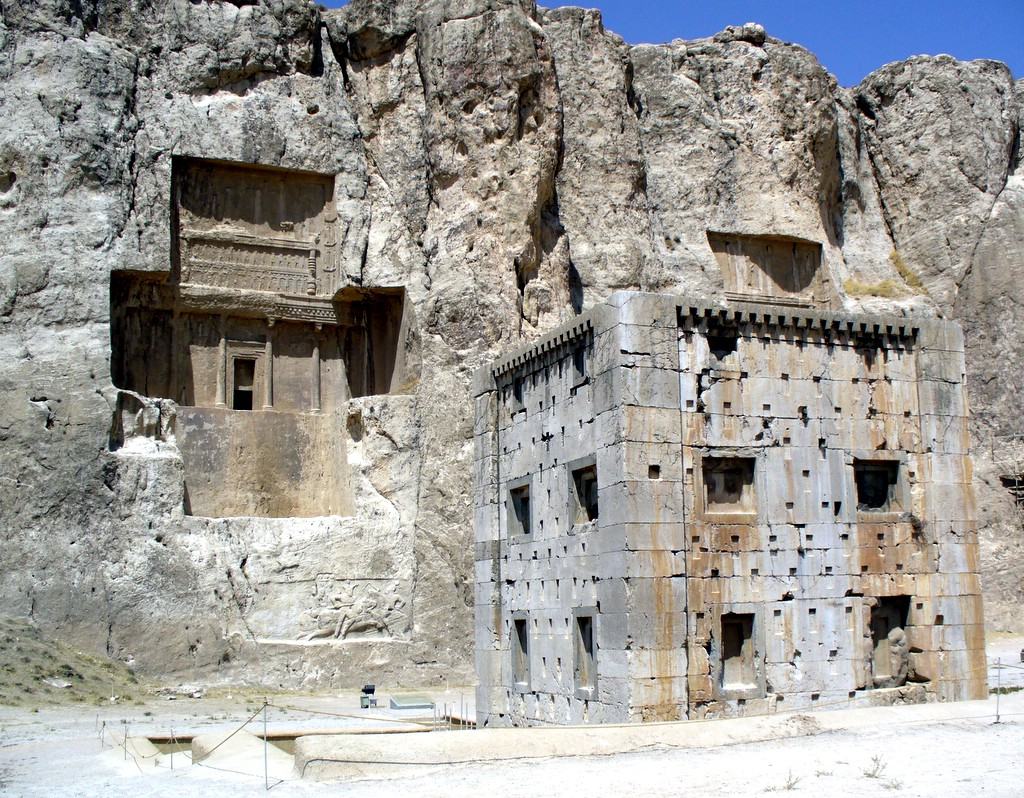
کعبه زرتشت، جایی که سنگ‌نوشته شاپور یکم حک شده‌است

از او در سنگ‌نوشته شاپور یکم بر کعبه زرتشت یاد شده‌است. او در این سنگ‌نوشته در میان ۶۷ نجیب‌زاده در رتبهٔ بیست‌وهشتم قرار دارد. اطلاعات دیگری از زندگی او در دست نیست.